# Grue
Grue (произн. «Гру» [gruː], от англ. «grue» — «вздрогнуть от неожиданности», «испытывать неприязнь») — монстр в серии книг Джека Вэнса «Умирающая Земля», а также в таких компьютерных играх, как Zork, Planetfall, ADOM, Dungeons and Dragons, Don't Starve. Обитает во тьме, боится света, нападает на путешественников, по неосторожности зашедших в темноту. Нападение в темноте grue на героя означает мгновенную и неотвратимую смерть.
В играх впервые гру появился в серии Zork. Этот обитающий в темноте монстр используется для «принуждения» героя к использованию источников света. Изначально авторы хотели сделать так, чтобы игрок, который ходит в темноте без фонаря, падал в бездонную яму. Но это привело к противоречию: какие ямы могут быть, скажем, на чердаке? Поэтому они населили тёмные места монстрами, боящимися света.
В компьютерной игре «ADOM» гру нападает в темноте, только если на персонаже лежит статус doomed (обречён). На последних уровнях игры элементальные гру — один из типов монстров, обозначающихся символом x.
Фраза «You are likely to be eaten by a grue» («Ты можешь быть съеден гру») переходила из игры в игру без изменений и иногда используется в качестве мема для описания темноты и дискомфорта. В онлайновой игре Eternal Lands фраза «имя_героя has been eated by grue» используется для указания персонажей, которых «выкинуло» из игры из-за задержек (лагов).